# Saint-Césaire-lès-Nîmes
Pour les articles homonymes, voir Saint Césaire.
Saint-Césaire-lès-Nîmes est un ancien village français, situé dans le département du Gard en région Occitanie. Il est administrativement rattaché à la commune de Nîmes, dont il constitue aujourd'hui un quartier (Nîmes-Ouest Saint-Césaire).
Le village possède une forte identité historique. Il n'a toutefois pas de personnalité juridique propre, hormis l'existence de conseillers municipaux délégués et celle d'une mairie annexe.

## Géographie
Le village est situé au sud-ouest de la commune de Nîmes, en direction des communes de Milhaud et de Caveirac. Il dépend du canton de Nîmes-4.

## Histoire
Né au bord d’une source, l’ancien hameau a traversé le temps en préservant son identité face à l'extension enveloppante de la ville voisine, Nîmes. Au Xe siècle sous l’impulsion de la communauté catholique sont jetées les bases de son nom, de son église et de ses activités rurales. Le XXe siècle oriente le secteur (quartier, territoire) vers un nouvel avenir consacré à la vie administrative, technologique et éducative. Aujourd'hui, le village de Saint-Césaire compte environ 7 000 habitants.

## Administration et population
Le village appartient au quartier adminsitratif de Nîmes-Ouest Saint-Césaire. Son président délégué est M. Richard Tiberino.
La population du village se montre à environ 7 000 habitants.

## Transports et urbanisme
Le village est intégré aux infrastructures de transports du contournement ouest de Nîmes.
L'urbanisation du quartier se fait notamment avec la création de la ZUP Ouest de Nîmes qui contient 2 856 logements (Pissevin-Valdegour).

## Lieux et monuments
- L'église de Saint-Césaire-lès-Nîmes.
- La gare de Saint-Césaire
- La place du Griffe.
- Vestige du puits médiéval.
- Le lavoir.
- Le temple.
- La Maison des Compagnons.
- Le parcours de santé avec le four à chaux.
- Le moulin à vent (qui est en fait une tour de télégraphe de Chappe).
- Chapelle (?)  dans un ancien clos sur la " colline du moulin " , son abside supposée donnant sur la voie d'accès au sud du " moulin " (informations bienvenues).

## Personnalités liées au village
- Césaire d'Arles (470-542), homme d'Église. Évêque d'Arles en 502. Son prestige étant largement étendu en Gaule, son nom sera attribué à de nombreux villages dont celui-ci.